# Monostichon
Ein Monostichon (von altgriechisch μόνος monos, deutsch ‚eins‘ und στίχος stichos, deutsch ‚Zeile‘; deutsch auch Einzeiler) ist ein Gedicht, das aus einer einzigen Zeile besteht; ihm kann, muss aber kein Versmaß zugrunde liegen.
Ein bekanntes Beispiel aus der deutschsprachigen Literatur ist dieses Monostichon Goethes:

„Blumen reicht die Natur, es windet die Kunst sie zum Kranze“

Hier ist das Versmaß ein Hexameter, eine häufige Form des Monostichons; Friedrich Rückert zum Beispiel hat in seinem Liedertagebuch von 1855 plattdeutsche Sprichwörter als hexametrische Monosticha gestaltet:

„Heißa, bin ich gestorben, so pisst mir der Hund an den Grabstein.“

Rückert hat aber auch außerhalb dieses Rahmens Monosticha verfasst, teils in Hexametern, teils in anderen Versformen wie dem Trimeter. Gleichfalls des Hexameters bediente sich Friedrich Haug:

„Glücklicher Bund, wo der Gatte das Haupt, die Gattin das Herz ist.“

Gelegentlich hat auch ein prosaischer Aphorismus Versgestalt, wahrscheinlich unbeabsichtigt; bei Wilhelm Busch zum Beispiel findet sich unter den Aphorismen dieser makellose Hexameter:

„Gottslohn! sagte der Bettler; da fiel ihm das Brot durch die Kiepe.“

Trotz seiner äußersten Kürze kann ein Monostichon wie ein Distichon auch eine Überschrift bzw. einen Titel haben, wie der bekannte Vers von Gotthold Ephraim Lessing zeigt:

„Grabschrift auf einen Gehenkten

Hier ruht er, wenn der Wind nicht weht.“

Gleichfalls eine Überschrift hat das bekannteste Beispiel in der französischen Lyrik, ein Einzeiler von Guillaume Apollinaire:

Chantre

Et l’unique cordeau des trompettes marines.

„Sänger

Und die einzelne Saite der Marientrompeten.“

Auch in der modernen Lyrik bleibt die Form selten. Beispiele finden sich bei Yvor Winters, A. R. Ammons, W. S. Merwin und Howard Nemerov.
Aufgrund seiner extremen Kürze wird das Monostichon ähnlich wie das Distichon vor allem für Formen verwendet, die aus Verknappung und Verdichtung ihren ästhetischen Reiz ziehen, also literarische Kleinstformen wie Gnome, Epigramm, Sinnspruch, Sprichwort, Sentenz und Ähnliches.
Siehe auch: monostichisch